# Црни бркати вечерњак
Црни бркати вечерњак (лат. Myotis mystacinus) је врста слепог миша из породице вечерњака (лат. Vespertilionidae).

## Распрострањеност
Врста је присутна у Азербејџану, Андори, Аустрији, Белгији, Босни и Херцеговини, Бугарској, Грузији, Грчкој, Данској, Естонији, Ирској, Италији, Јерменији, Кини, Летонији, Литванији, Лихтенштајну, Луксембургу, Мађарској, Македонији, Мароку, Немачкој, Норвешкој, Пољској, Румунији, Русији, Словачкој, Словенији, Србији, Турској, Уједињеном Краљевству, Украјини, Финској, Француској, Холандији, Хрватској, Црној Гори, Чешкој, Швајцарској, Шведској и Шпанији.

## Станиште
Црни бркати вечерњак насељава пећинска станишта. Врста је по висини распрострањена од нивоа мора до 1.920 метара надморске висине.

## Угроженост
Ова врста није угрожена, и наведена је као последња брига јер има широко распрострањење.

### Популациони тренд
Популациони тренд је за ову врсту непознат.